# Tabanus mofidii
Tabanus mofidii är en tvåvingeart som beskrevs av Leclercq 1960. Tabanus mofidii ingår i släktet Tabanus och familjen bromsar.
Artens utbredningsområde är Iran. Inga underarter finns listade i Catalogue of Life.